# Cratere Mahal
Mahal  è un cratere sulla superficie di Eros.